# Municipio de Lincoln (condado de Reno)
El municipio de Lincoln (en inglés: Lincoln Township) es un municipio ubicado en el condado de Reno en el estado estadounidense de Kansas. En el año 2010 tenía una población de 680 habitantes y una densidad poblacional de 7,27 personas por km².

## Geografía
El municipio de Lincoln se encuentra ubicado en las coordenadas 37°57′39″N 97°58′12″O / 37.96083, -97.97000. Según la Oficina del Censo de los Estados Unidos, el municipio tiene una superficie total de 93.5 km², de la cual 93,45 km² corresponden a tierra firme y (0,05 %) 0,05 km² es agua.

## Demografía
Según el censo de 2010, había 680 personas residiendo en el municipio de Lincoln. La densidad de población era de 7,27 hab./km². De los 680 habitantes, el municipio de Lincoln estaba compuesto por el 96,47 % blancos, el 0,15 % eran afroamericanos, el 0,88 % eran amerindios, el 0,44 % eran asiáticos, el 1,18 % eran de otras razas y el 0,88 % eran de una mezcla de razas. Del total de la población el 3,97 % eran hispanos o latinos de cualquier raza.